# ホバート・ヘンリー
ホバート・ヘンリー（Hobart Henley, 1887年11月23日 - 1964年5月22日）は、アメリカ合衆国の映画監督、俳優、脚本家である。

## 人物・来歴
1887年（明治20年）11月23日、ケンタッキー州ルイヴィルに生まれる。
満26歳となった1914年（大正3年）、カール・レムリのインディペンデント・ムーヴィング・ピクチャーズに入社、同年3月5日公開、フランク・ホール・クレイン監督、エセル・グランディン主演による短篇映画 The Opal Ring に出演して、俳優として映画界にデビューする。同年には、エセル・グランディンを主演に短篇映画 Forgetting を撮って監督業にも進出する。同年から翌1915年（大正4年）にかけて、ハーバート・ブレノン、次いでスチュアート・ペイトンが監督する短篇映画で主演を務める。同年、ハリー・ケリー主演で日本でも公開されたシリアル・フィルム『グラフト』に出演する。1916年（大正5年）、すでにユニヴァーサル・フィルム・マニュファクチュアリング・カンパニー（現在のユニバーサル・ピクチャーズ）と社名を変えた同社傘下にブルーバード映画が設立され、ルパート・ジュリアン監督、エルシー・ジェーン・ウィルソン主演の『黒猫』に出演、チャールズ・スウィッカード監督の『双生児』に主演、これらはいずれも日本でも公開された。1918年（大正7年）には同社を退社、監督業に専念する。
1920年（大正9年）7月、3歳年下の女優のコリーヌ・ベイカーと結婚する。
1928年（昭和3年）8月6日、妻コリーヌと死別する。1929年（昭和4年）、ホバート・ヘンリー初のトーキー『女は嘘つき』を監督する。その後もパラマウント映画でトーキーを手がけるが、1934年（昭和9年）4月23日に公開されたエドワード・アーノルド主演のUnknown Blonde を監督したのを最後に、満46歳で映画界を去った。
1964年（昭和39年）5月22日、カリフォルニア州ロサンゼルス郡ビヴァリーヒルズで死去した。満76歳没。同郡ロサンゼルス市内のパインズ・クレマトリー会堂に眠る。

## フィルモグラフィ

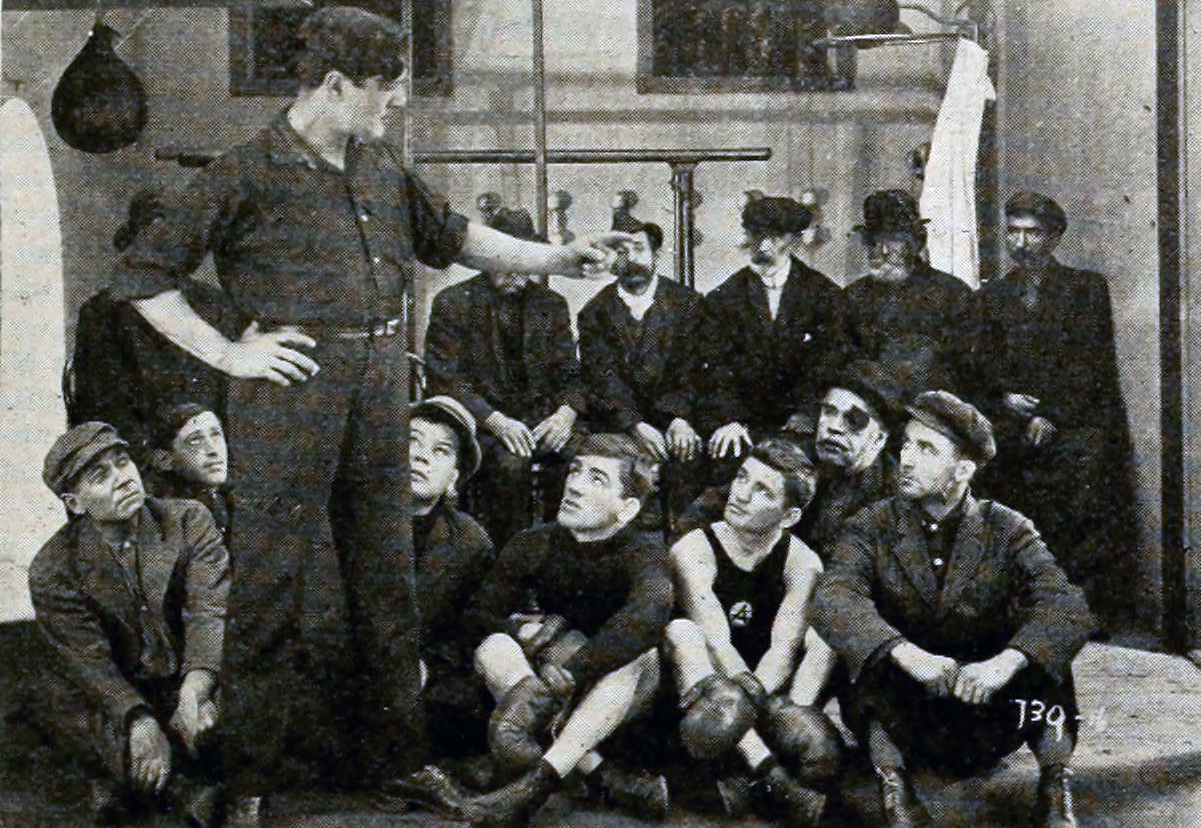
Temptation and the Man 1916年

特筆以外すべて監督作である。

### 1910年代
- The Opal Ring : 監督フランク・ホール・クレイン、主演エセル・グランディン、1914年 - 出演
- The Silver Loving Cup : 監督フランク・ホール・クレイン、主演アレクサンダー・ゲイドン、1914年 - 出演
- Forgetting : 主演エセル・グランディン、1914年 - 監督・共演（監督デビュー作）
- Where There's a Will There's a Way : 主演エセル・グランディン、1914年 - 監督・共演
- Miss Nobody from Nowhere : 監督レイ・C・スモールウッド、1914年 - 出演
- Temper vs. Temper : 監督レイ・C・スモールウッド、1914年 - 出演
- On the Chess Board of Fate : 監督不明、1914年 - 出演
- His Last Chance : 監督フランク・ホール・クレイン、1914年 - 出演
- The Man Who Lost, But Won : 監督不明、1914年 - 出演
- When the Heart Calls : 監督ハーバート・ブレノン、1914年 - 出演
- Redemption : 監督ハーバート・ブレノン、1914年 - 出演
- The Tenth Commandment : 監督ハーバート・ブレノン、1914年 - 出演
- In Self Defense : 監督ハーバート・ブレノン、1914年 - 出演
- Peg o' the Wilds : 監督ハーバート・ブレノン、1914年 - 出演
- She Was His Mother : 監督ハーバート・ブレノン、主演ヴァイオレット・マースロウ、1915年 - 出演
- The House of Fear : 監督スチュアート・ペイトン、1915年 - 主演
- The Son of His Father : 監督不明、1915年 - 出演
- A Photoplay Without a Name, or: A $50.00 Reward : 監督スチュアート・ペイトン、1915年 - 主演
- The Black Pearl : 監督スチュアート・ペイトン、1915年 - 主演
- The Bombay Buddha : 監督スチュアート・ペイトン、1915年 - 主演・役 Barnard Power
- Matty's Decision : 監督スチュアート・ペイトン、1915年 - 主演
- Courtmartialed : 監督スチュアート・ペイトン、主演アレン・ホルバー、1915年 - 出演
- The Pursuit Eternal : 監督スチュアート・ペイトン、1915年 - 主演・役 Stanton Leeds
- The White Terror : 監督スチュアート・ペイトン、1915年 - 主演・役 Matthew Brand
- Jane's Declaration of Independence : 監督チャールズ・ギブリン、1915年 - 主演
- The Flight of a Night Bird : 監督チャールズ・ギブリン、主演クレオ・マディソン、1915年 - 出演
- A Substitute Widow : 監督スチュアート・ペイトン、主演フランセス・ネルソン、1915年 - 出演
- Extravagance : 監督チャールズ・ギブリン、主演クレオ・マディソン、1915年 - 出演
- The Eagle : 監督レオン・ド・ラ・モート、1915年 - 主演
- A Little Brother of the Rich : 監督オーティス・ターナー、主演ホバート・ボスウォース、1915年 - 出演・役 Paul Potter
- Agnes Kempler's Sacrifice : 共演ジーン・ハザウェイ、1915年 - 監督・主演
- The Tenor : 監督レオン・ド・ラ・モート、1915年 - 原作・主演
- 『夏の思い出で』 The Silent Battle : 監督レオン・ド・ラ・モート、1915年 - 主演
- The Man in the Chair : 監督レオン・ド・ラ・モート、1915年 - 原作・主演
- The Measure of Leon Du Bray : 監督ヘンリー・オットー、1915年 - 主演
- The Phantom Fortune : 監督ヘンリー・オットー、1915年 - 主演
- 『グラフト』 Graft : 監督ジョージ・レッシー / リチャード・スタントン、主演ハリー・ケリー、1915年 - 出演・役 Bruce Larnigan （第1-3話）
- Jungle Gentleman : 1916年 - 監督・主演
- The Devil's Image : 監督ヘンリー・オットー、1916年 - 主演
- The Rogue with a Heart : 監督ロバート・F・ヒル、1916年 - 主演
- A Dead Yesterday : 監督チャールズ・ギブリン、1916年 - 主演
- The Crystal's Warning : 監督ロバート・F・ヒル、1916年 - 主演
- Temptation and the Man : 監督ロバート・F・ヒル、主演シドニー・ブレイシー、1916年 - 出演・役 Jim Crosby
- Partners : 共演キャサリン・カルヴァート、1916年 - 監督・主演
- A Knight of the Night : 監督ロバート・F・ヒル、1916年 - 主演
- 『黒猫』 The Evil Women Do : 監督ルパート・ジュリアン、主演エルシー・ジェーン・ウィルソン、1916年 - 出演・役 Daniel Champcey
- Somewhere on the Battle Field : 1916年 - 監督・原作・主演
- 『双生児』 The Sign of the Poppy : 監督チャールズ・スウィッカード、1916年 - 主演・役 Alvin Marston/Chang
- 『ブラックハンド』 A Child of Mystery : 主演ガートルード・セルビー、1916年 - 監督・出演・役 Tony
- 『新聞記者』 The Double Room Mystery : 主演ガートルード・セルビー、1917年
- 『熱情の君よ』 June Madness : 主演ロイ・スチュアート、1917年 - クリフォード・スミスと共同で監督
- Tit for Tat : 主演ハーバート・ブレノン、1917年
- A Woman of Clay : 主演リー・ベイアード、1917年 - 監督・共演
- The Case of Doctor Standing : 監督チャールズ・ウェストン、1917年 - 出演
- 『父母として』 Parentage : 主演アンナ・レアー、1917年 - プロデューサー・監督・脚本・共演・役 Robert Smith Jr.
- Mrs. Slacker : 主演グラディス・ヒューレット、1918年
- 『謎の手袋』 The Face in the Dark : 主演メイ・マーシュ、1918年
- 『一念の女』 All Woman : 主演メイ・マーシュ、1918年
- 『怪しの孤児』 The Glorious Adventure : 主演メイ・マーシュ、1918年
- 『金は悪魔』 Money Mad : 主演メイ・マーシュ、1918年
- 『にこにこビル』 Laughing Bill Hyde : 主演ウィル・ロジャース、1918年
- Stake Uncle Sam to Play Your Hand : 監督不明、主演ポーリン・フレデリック、1918年 - 共演
- 『戦うには肥り過ぎてる』 Too Fat to Fight : 主演フランク・マッキンタイア、1918年
- 『犯罪簿に載れる女』（別題『監視簿に載れる女』） The Woman on the Index : 主演ポーリン・フレデリック、1919年
- 『妻となりて』 One Week of Life : 主演ポーリン・フレデリック、1919年
- 『良人を求めて』 The Peace of Roaring River : 主演ポーリン・フレデリック、1919年 - ヴィクター・シャーツィンガーと共同で監督
- A Gay Old Dog : 主演ジョン・カンバーランド、1919年 - プロデューサー・監督

### 1920年代
- The Miracle of Money : 主演ベス・ギアハート・モリソン、1920年
- The Sin That Was His : 主演ウィリアム・フェーヴァーシャム、1920年
- Society Snobs : 主演コンウェイ・タール、1921年
- 『試練の鉄火』 Cheated Hearts : 主演ハーバート・ローリンソン、1921年
- 『塵の明星』（別題『星の屑』） Stardust : 主演ホープ・ハンプトン、1922年
- 『鉄拳の人』 The Scrapper : 主演ハーバート・ローリンソン、1922年
- 『踊り疲れて』 Her Night of Nights : 主演マリー・プレヴォー、1922年
- 『危険なる処女時代』 The Flirt : 主演ジョージ・ニコルズ、1922年
- 『生の焔』 The Flame of Life : 主演プリシラ・ディーン、1923年
- 『阿修羅と猛りて』 Abysmal Brute : 主演レジナルド・デニー、1923年
- 『命を売る男』 The Thrill Chaser : 監督エドワード・セジウィック、1923年 - カメオ出演（最終出演作）
- 『女性の輝き』 A Lady of Quality : 主演ヴァージニア・ヴァリ、1924年
- 『惑溺の十字路』 Sinners in Silk : 主演アドルフ・マンジュウ、1924年
- 『毒煙の都』（別題『愛欲の渦』） The Turmoil : 主演エメット・コリガン、1924年
- 『新婚の危機』 So This Is Marriage? : 主演コンラッド・ネイジェル、1924年
- 『結婚破綻』 The Denial : 主演クレア・ウィンザー、1925年
- 『モダン結婚』 A Slave of Fashion : 主演ノーマ・シアラー、1925年
- Exchange of Wives : 主演エリナー・ボードマン、1925年
- 『紅唇百万弗』 His Secretary : 主演ノーマ・シアラー、1925年
- 『競売台』 The Auction Block : 主演チャールズ・レイ、1926年
- Tillie the Toiler : 主演マリオン・デイヴィス、1927年
- Wickedness Preferred : 主演ルー・コディ、1928年
- A Certain Young Man : 主演ラモン・ノヴァロ、1928年 - プロデューサー・監督
- 『虎御前』 His Tiger Wife : 主演アドルフ・マンジュウ、1928年
- 『女は嘘つき』 The Lady Lies : 主演ウォルター・ヒューストン、1929年

### 1930年代
- 『河宿の夜』 Roadhouse Nights : 主演ヘレン・モーガン、1930年
- 『チウインガム行進曲』The Big Pond : 主演モーリス・シュヴァリエ、クローデット・コルベール、1930年
- La grande mare : 主演モーリス・シュヴァリエ、クローデット・コルベール、1930年（『チウインガム行進曲』フランス語版）
- Mothers Cry : 主演ドロシー・ピーターソン、1930年
- 『新版結婚読本』 Free Love : 主演コンラッド・ネイジェル、1930年 - プロデューサー・監督
- Captain Applejack : 主演メアリー・ブライアン、1931年
- 『姉妹小町』 The Bad Sister : 主演コンラッド・ネイジェル、1931年
- Expensive Women : 主演ドロレス・コステロ、1931年
- 『夜の世界』 Night World : 主演リュー・エアーズ、1932年
- Unknown Blonde : 主演エドワード・アーノルド、1934年 - 最終監督作

## 関連事項
- インディペンデント・ムーヴィング・ピクチャーズ （en:Independent Moving Pictures）
- パインズ・クレマトリー会堂 （en:Chapel of the Pines Crematory）

## 註
1. 1 2 3 4 5 6 7 8 9 10 11 12 13 14  Hobart Henley, Internet Movie Database （英語）, 2010年6月22日閲覧。
2. ↑  『ブルーバード映画の記録』 : 製作・著・発行山中十志雄・塚田嘉信、1984年4月、p.60-63.
3. ↑  Hobart Henley, Find A Grave （英語）, 2010年6月22日閲覧。